# Крекінг-установка Гейсмар
Крекінг-установка Гейсмар — підприємство нафтохімічної промисловості, яке діє в Луїзіані.
Установка, розташована в районі Гейсмар на південь від Батон-Руж, станом на початок 2010-х років мала потужність біля 600 тис. тонн етилену на рік. В 2013-му на підприємстві внаслідок вибуху котла сталась аварія, яка призвела до загибелі двох осіб та потягнула за собою відновлювальні роботи вартістю 100 млн доларів США.
На той час внаслідок «сланцевої революції» в регіоні з'явились значні додаткові обсяги етану, що міг сепаруватись із природного газу. Це призвело до спорудження різними компаніями численних нових крекінг-установок великої потужності (Сідар-Байу, Бейтаун, Лейк-Чарльз та інші). В той же час, компанія Williams Partners, якій з 1999 року належала установка Гейсмар, вирішила піти шляхом модернізації своїх підприємств. Зокрема, одночасно з ліквідацією наслідків аварії у Гейсмар здійснили інвестиції в розмірі до 400 млн доларів США, внаслідок чого потужність підприємства зросла до 884 тис. тонн етилену на рік. Після цього завод відновив роботу у лютому 2015-го.
Сировиною для роботи установки майже виключно є етан, хоча використовують і його найближчий гомолог пропан (8 %). Це довзоляє окрім основної продукції випускати до 50 тис. тонн пропілену на рік (плюс певну кількість бутадієну). Постачання сировини може здійснюватись з розташованого в тому ж Гейсмар підприємства фракціонування зріджених вуглеводневих газів Тебоне. Іншим шляхом подачі є прокладений в 2012-му етанопровід від розташованої за 70 км на південний схід установки фракціонування Парадіс. Нарешті, в кінці 2014-го, якраз напередодні завершення модернізації, до Гейсмар проклали етанопровід Байу від техаського центру фракціонування Монт-Бельв'ю.
В 2017-му Williams Partners продала свою частку (88,46 %) канадській компанії Nova Chemicals (зобов'язавшись продовжити транспортування сировини через тільки що згаданий Байу). Можливо відзначити, що новий власник виробництва в Гейсмар плануює продовжити інвестиції у нафтохімічну галузь регіону Мексиканської затоки, зокрема шляхом спорудження разом з французькою Total та австрійською Borealis крекінг-установки біля Порт-Артур (Техас).